# Klingenthal (Vahrenheide)
Klingenthal ist der ehemalige Name einer Straße im äußersten Osten des Stadtteils Hannover-Vahrenheide. Sie führte in Ost-West-Richtung von der Straße Holzwiesen bis zur Plauener Straße und die Bebauung bestand ausschließlich aus einer Großwohnanlage. Die Medien bezeichneten die Hochhäuser nach Fertigstellung 1974 als Vorzeigeprojekt, ab 1990 als Betonburg, Problemhochhaus und Ghetto. 2004 wurden die Gebäude abgerissen und die Straße 2006 in Petra-Kelly-Straße umbenannt.

## Geschichte
Im Jahr 1971 wurde östlich der Plauener Straße im Stadtteil Vahrenheide-Ost die Straße Klingenthal, benannt nach der Stadt Klingenthal im sächsischen Vogtland, angelegt. Es entstand ab 1974 ein umfangreicher Hochhauskomplex mit 226 Wohnungen und einer Gesamtfläche von 17.400 Quadratmetern. Herausragend war das 20-geschossige Gebäude Klingenthal 6 b. Ursprünglich war auch für dieses Baugebiet die Fortführung der bisher üblichen Bebauung in Vahrenheide, die Zeilenbebauung, geplant gewesen. Jedoch setzte sich der damalige Stadtdirektor Martin Neuffer durch. Neuffer hatte nach einem USA-Besuch angekündigt, dass auch Hannover mit einem Hochhauskomplex nach amerikanischem Vorbild ausgestattet werden muss.

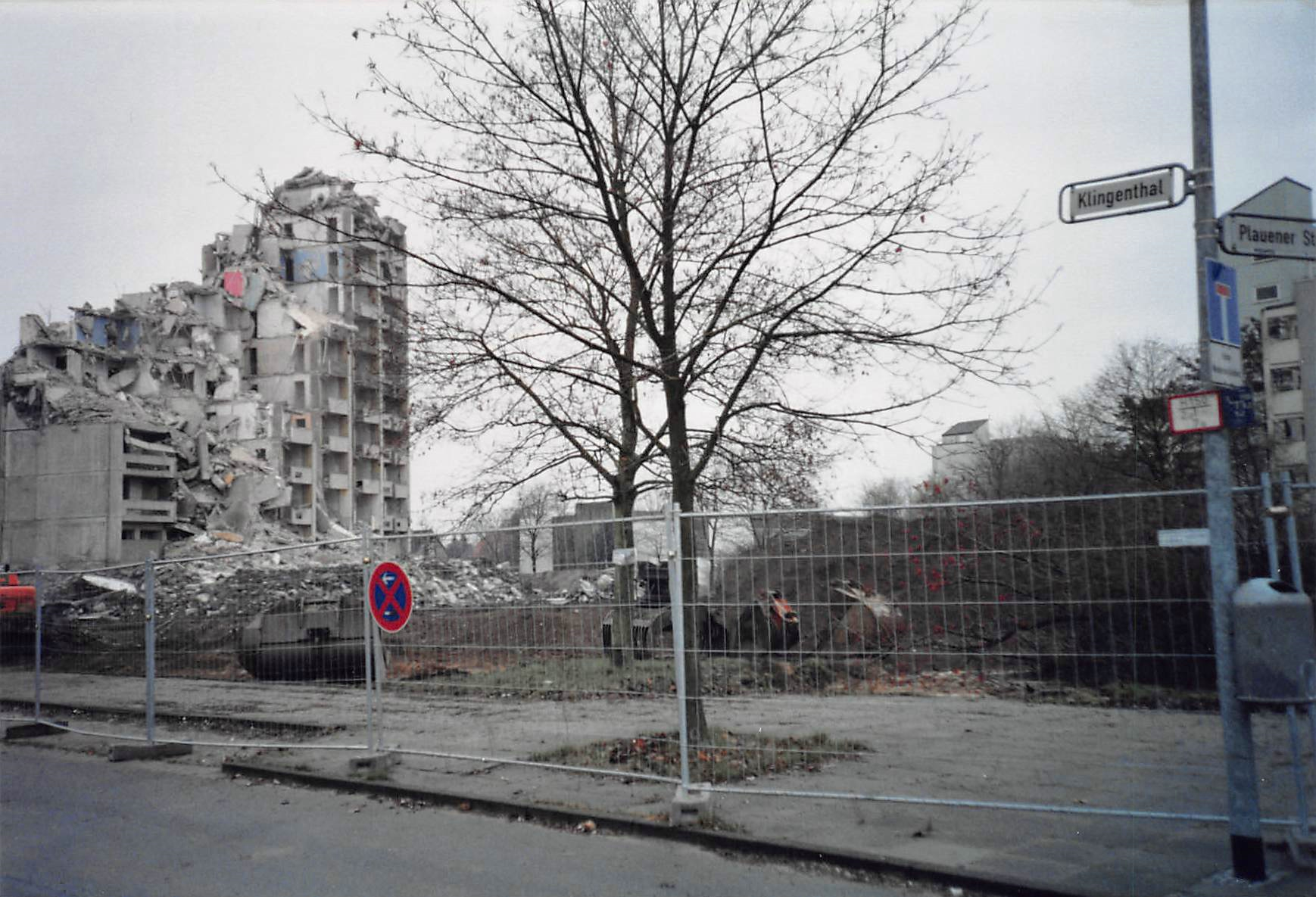
Plauener Straße – Klingenthal 2004

„Die Hochhäuser im Klingenthal galten in den 70er Jahren als Vorzeigeprojekt, in den 90er Jahren waren sie das Synonym für Anonymität, Fehlplanung und Vandalismus.“

## Beschluss zur Sanierung
Bereits ab den 1990er Jahren stand die „Wohnanlage beispielhaft für Missstände in einem sozialen Brennpunkt: Vermüllung, Vandalismus, Anonymität“.
Da der gesamte Komplex gegen Ende der 1990er Jahre sanierungsbedürftig war, sich aber kein Investor fand, wurde Ende des Jahres 2001 sein Abriss beschlossen. „Für 1,27 Mio. Euro macht die Eigentümerin Gesellschaft für Bauen und Wohnen Hannover bis Ende 2004 einen Gebäudekomplex mit 226 Wohnungen platt. Leerstände, Verwahrlosung und Vandalismus, dazu Bandenkrieg zwischen Ausländergruppen, ließen der Gesellschaft keine andere Wahl.“ Von dem Abriss waren die Hausnummern Klingental 2, 4, 5, 5 a–c, 6 a und 6 b betroffen. Lediglich die Hausnummern 5 d und 5 e blieben erhalten und sind heute in die Neubebauung an der neu entstandenen Lotte-Lemke-Straße integriert.

### Kritik an der Umsetzung
Obwohl auch Umbau- und Teilerhaltungspläne vorlagen, wurde dann doch vollständig abgerissen.
Der Entwurf des Büros PPL Gesellschaft für Hochbau, Städtebau und Forschung (Hamburg) z. B. sah vor, „es bleiben die Häuser Klingenthal 2, 4 und 6 B stehen und werden modernisiert“; 6 B wird sogar noch aufgestockt. Die Nutzung sah hochwertige Wohnungen und Gewerbeflächen vor. Die angrenzende Hochgarage sollte aufgestockt und durch ein Fitnesscenter aufgewertet werden.

## Neugestaltung

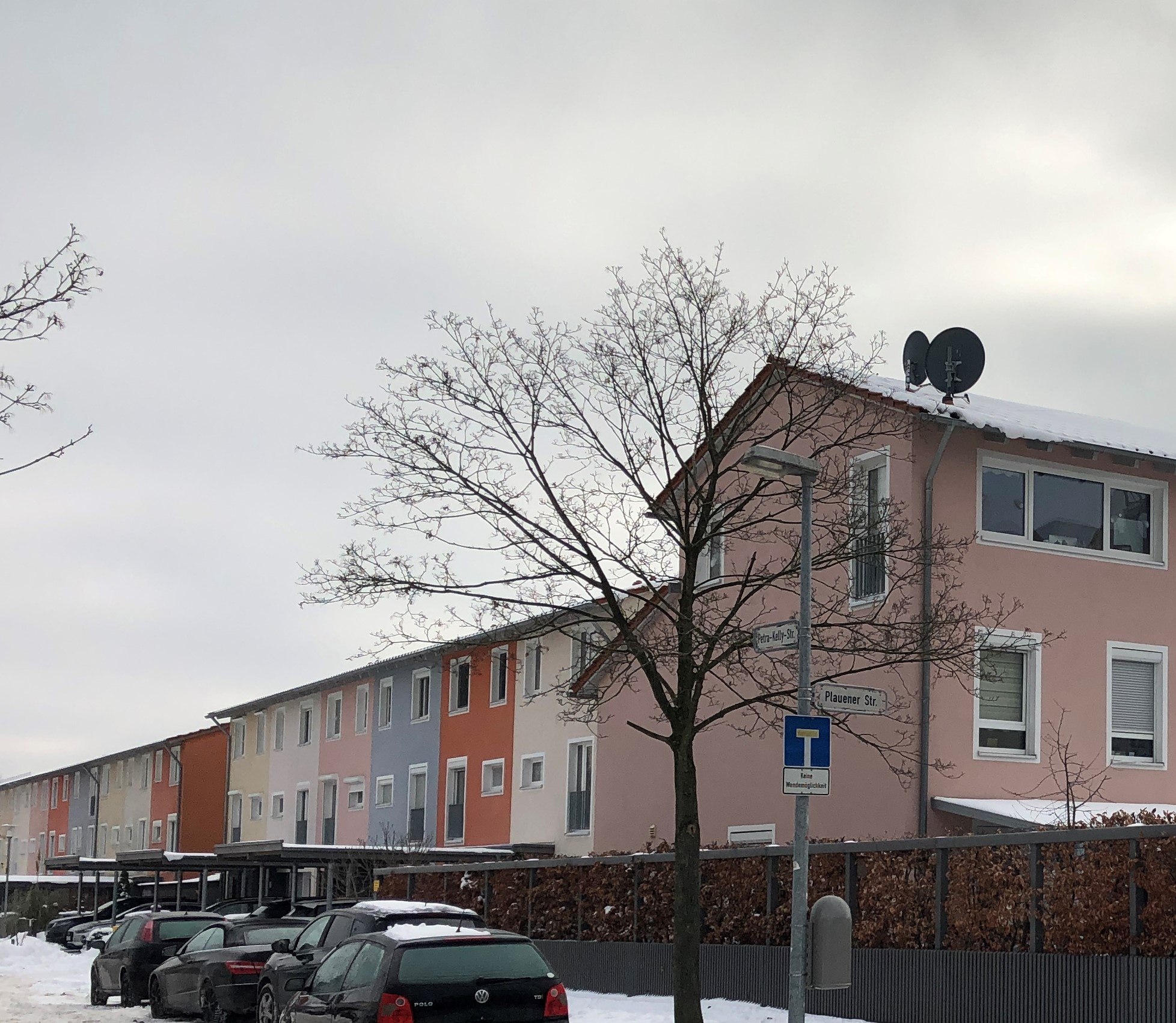
Plauener Straße – Petra-Kelly-Straße 2021

Mit der Neugestaltung des Komplexes sollte auch eine Umbenennung, weg von Klingenthal, vorgenommen werden. Die bisherige Straße Klingenthal sollte gemäß Antrag der CDU-Fraktion den Namen Altenburger Hof erhalten, erhielt jedoch 2006 den Namen Petra-Kelly-Straße und die neue Stichstraße, die von der Straße Holzwiesen her das neue Baugebiet, den Spielpark Holzwiesen und die VASA-Gebäude (bislang Klingenthal 5d und 5e) erschließt, sollte gemäß Antrag der CDU-Fraktion den Namen Stendaler Straße erhalten, erhielt jedoch den Namen Lotte-Lemke-Straße. „Entgegen dem mehrheitlichen Votum des Bezirksrates Bothfeld-Vahrenheide, diese Straßen gemäß der Umgebung nach Ostdeutschen Städten zu benennen, soll hier der Ratsbeschluss vom 9. Dezember 1999 umgesetzt werden. Danach sind bei Straßenneu- und Umbenennungen verstärkt weibliche Persönlichkeiten zu berücksichtigen.“
Das Gebiet wurde in zwei Bauabschnitten zwischen 2010 und 2012 mit insgesamt 22 Wohneinheiten, bestehend aus Reihen- sowie Kettenhäusern neu bebaut. Bis 2014 folgte ein dritter Bauabschnitt mit weiteren sieben Häusern. Das letzte Baufeld mit dem Projektnamen „Holzwiesen-Höfe“ wurde 2014 fertiggestellt. Schließlich sind auf dem ehemaligen Klingenthal-Gelände insgesamt 70 Häuser entstanden.
Am Beginn der Petra-Kelly-Straße, von der Straße Holzwiesen ausgehend, stehen rechts und links spiegelgleiche Torhäuser, die im ersten Abschnitt 2010 errichtet wurden. Dadurch wurde der Eingang in das neue Wohngebiet symbolisch hervorgehoben. Die einzelnen Bauabschnitte wiederum sind durch die Errichtung großer Innenhöfe in sich abgeschlossen. Die neu erstellten Haustypen sind zwischen 90 und 110 Quadratmeter groß und verfügen über ein Erd- und ein Obergeschoss. Es wurden wenige Garagen gebaut, da das Neubaugebiet vorwiegend autofrei ist. „Im Mittelpunkt steht die familienfreundliche Konzeption“. Alle Bauabschnitte sind durch große Spielflächen für Kinder in den Höfen miteinander verbunden.

## Trivia
Der Rapper Anonym besang die Hochhaussiedlung Klingenthal in dem Song Ghetto-Sterne auf seinem Album Hannoveraner.

„Nasen schief à la Dracula auf Koka-Sucht – Hannover-City, schöne Grüße hier aus Roderbruch – Todesangst vor der Haustür Klingenthal – Maske auf, schnapp’ mir Frauen aus der Misswahl“

## Film
- Messerstecher tanzen nicht… Reportage über das Ghetto Hannover Klingenthal, Winter 1994/95[16]
- 2016: Notizen aus der Vorstadt. Teil 1 (90 Min.) Dokumentarfilm / Kultur, Entdeckung. Regie: Wolfgang Jost. Produktion: Kino-Eye-Videoproduktion